# سيرجيو أفيلا
سيرجيو أفيلا (بالإسبانية: Sergio Ávila)‏ (2 سبتمبر 1985 في المكسيك - ) هو لاعب كرة قدم مكسيكي في مركز جناح ‏. شارك مع منتخب المكسيك تحت 23 سنة لكرة القدم. أما مع النوادي، فقد لعب مع نادي غوادالاخارا ونادي كيريتارو وريبوسيروس دي لا بيداد ‏.

## وصلات خارجية
- سيرجيو أفيلا على موقع قاعدة بيانات كرة القدم.إي يو (الإنجليزية)